# Arnljot (Peterson-Berger)

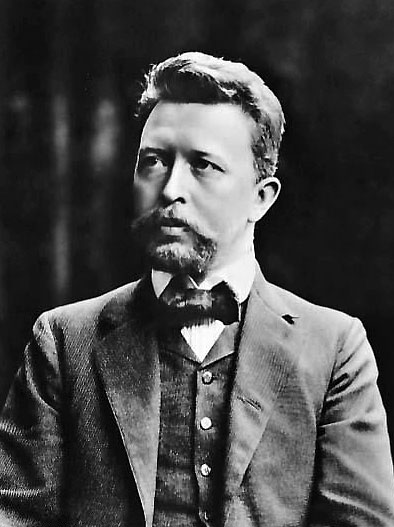
Wilhelm Peterson-Berger

Arnljot är en svensk opera i tre akter med text och musik av Wilhelm Peterson-Berger, baserad på Arnljot Gellines liv. 

## Historia
Arnljot är Peterson-Bergers allvarligaste försök att plantera om det wagnerska musikdramat i svensk version. Emellertid saknade tonsättaren den dramatiska urkraft och det tekniska mästerskap som bär upp Wagners speciella stil. Utan att sympatisera med nazismen teoretiserade Peterson-Berger om Norden, som den vita rasens urhem, vars invånare måste anses överlägsna andra "raser". Arnljot Gelline (i viss mån Peterson-Bergers alter ego) är den fornnordiske germanske hjälten, övermänniskan i Nietzsches anda. 
Operan är emellertid också ett natur- och hembygdsdrama. Peterson-Berger växte upp i Umeå men fascinerades i 20-årsåldern av det storslagna jämtländska landskapet och slog sig senare ned på Frösön. Musikaliskt tar sig hans Jämtlandskärlek utlopp i en frisk naturlyrik, omistlig för verket i dess helhet. Den musikaliska Wagnerpåverkan yttrar sig bland annat i ledmotivstekniken, tillämpad i begränsad omfattning, och i försöket att skapa en svensk talsång. 
Peterson-Berger började skriva på librettot 1896 efter förlagor av Snorre Sturlasson och Bjørnstjerne Bjørnson. Handlingen utspelar sig i Jämtland och Norge på vikingatiden. Musiken tillkom mellan 1907 och 1909. Operan hade premiär på Kungliga Teatern i Stockholm (det vill säga nuvarande Kungliga Operan) den 13 april 1910 med Hjalmar Meissner som dirigent och med scenbilder av Thorolf Jansson och med tonsättaren själv som regissör. Den första av de tre akterna framfördes redan 1908 vid Stocke på Frösön, då blev Hugo Björne den förste i rollen som Arnljot. Denna urpremiär sågs enligt DN av c:a 3 000 personer. 1949 reviderades operan av Ivan Oljelund (textförkortningar) och Stig Rybrant (främst instrumentationen).
Operan uppförs varje sommar sedan 1935 (med undantag för andra världskriget) som taldrama på Arnljotlägden på Frösön i Jämtland av Teaterföreningen Arnljotspelen. År 2014 firade spelen 75-årsjubileum och 2017 fyllde Teaterföreningen Arnljotspelen 80 år. I enlighet med Peterson-Bergers önskemål är alla aktörer amatörer.

## Personer

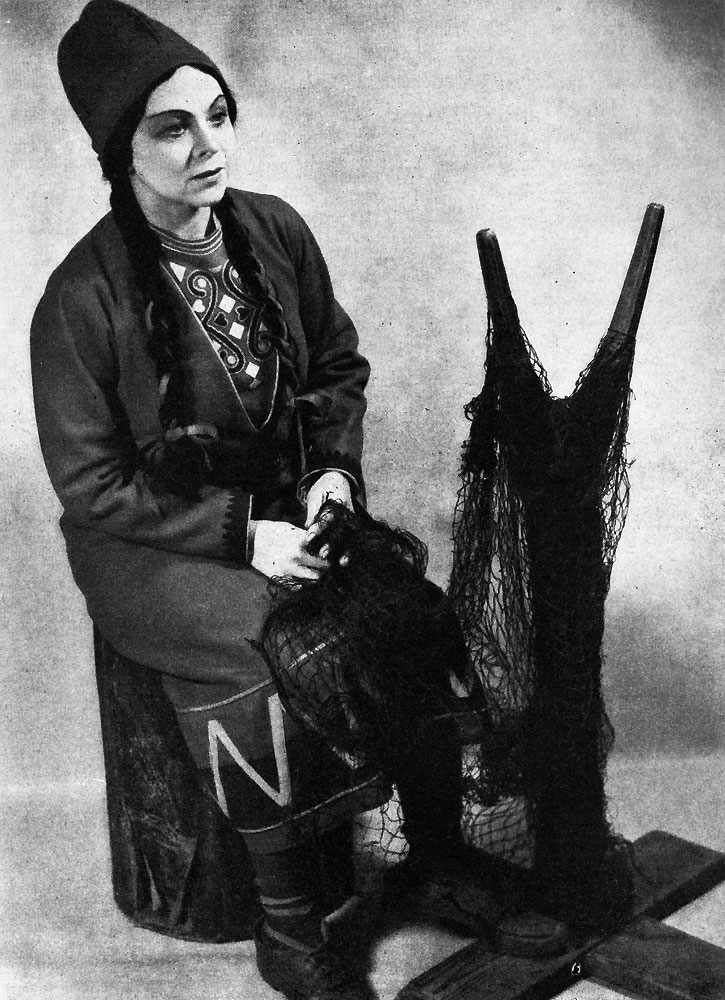
Helga Görlin som Vaino.

- Olav Haraldsson, kallad Digre, norsk konung (baryton)
- Gissur Hvite, hirdskald (baryton)
- Tormod Kolbrunarskald, hirdskald (baryton)
- Torfinn Munn, hirdskald (tenor)
- Finn Arnesson, kungens hövitsman (baryton)
- Tore Hund, bondehärens anförare (basbaryton)
- Unn Hallbrandsdotter på Gällö, änka efter Sunvis Bjarm (mezzosopran)
- Arnljot (Gelline), hennes son (baryton)
- Östmund, gode på Frösön i Jämtland (bas)
- Gunhild, hans dotter (sopran)
- Gudfast Grimsson, hövding i Hakås, hennes make (baryton)
- Sigvald Grimsson, hans broder (bas)
- Torar, lagman på Frösön
- Sigurd i Slandrom, jämtsk hövding (tenor)
- Bård i Bräcka, jämtsk hövding (baryton)
- Heming i Ås, jämtsk hövding (bas)
- Göka-Tore, rövare i Jämtland (baryton)
- Åflo-Faste, rövare i Jämtland (bas)
- Ubma, nåjd (tenor)
- Vaino, sameflicka (sopran)
- Jämtska och norska hövdingar och bönder, soldater, tingstjänare och gårdsfolk.

## Handling

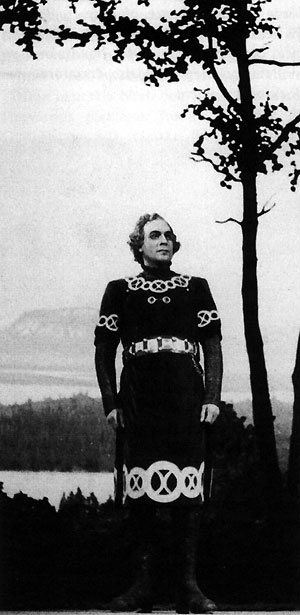
Sigurd Björling som Arnljot. Han spelade rollen ett trettiotal gånger på Stockholmsoperan åren 1942-1960

Operan utspelar sig i Jämtland och vid Stiklestad i Norge åren 1025-1030. Föreställningen varar drygt 3 timmar.
Akt I utspelar sig på Frösöns tingsvall i Jämtland.
Efter fem år på vikingatåg i västerled återkommer Arnljot Sunvisson Gelline år 1025 till Jämtland och finner att hans älskade Gunhild Östmundsdotter svikit sitt löfte till honom och gift sig med Gudfast Grimson. Arnljots mor, Unn Hallbrandsdotter, tillsammans med hersen Sigurd i Slandrom, verkar för att det på Frösön församlade tinget (Jamtamot) skall välja Arnljot till kung för ett mellan Sverige (Sveaväldet) och Norge självständigt land. Den nya tron gör sig påmind. Arnljot får veta att Gunhilds svek beror på att Gudfast förtalat honom inför Gunhild, och vid tinget på Frösön dödar han sin rival. Därmed har Arnljot brutit mot tingsfreden och blir förklarad fredlös.
Akt II vid Arnljots stuga vid Järpströmmen i den jämtska vildmarken.
Arnljot flyr till fjällen och bygger en koja. Under en snöstorm ger han skydd åt en sameflicka, Vaino, som skickats ut av nåjden Ubma för att söka reda på den fredlöses vistelseort. Ubma har ont i sinnet och vill utröna var Arnljot gömt sin faders skatter, men Vaino förmår inte förråda sin välgörare utan stannar hos Arnljot som hans tjänarinna. Arnljot får höra om kung Olav Haraldson som övergått till Vite Krists lära, och sänder med två män en hälsning och en gåva till honom. Även Gunhild har gripits av den nya läran och låtit sig kristnas. För sin tros skull måste hon fly från hembygden, och på sin flykt mot Norge går hon vilse och kommer till Arnljots koja. Han försöker återvinna hennes kärlek, men hon lämnar honom och vandrar vidare. Arnljot vill i sin förtvivlan kasta sig mot sitt spjut men hindras av den trogna Vaino. I stället beslutar han sig för att sluta sig till Olav den heliges män. Han sänder Vaino tillbaka till hennes folk, beger sig till Norge.
Akt III vid Stiklestad i Nord-Tröndelag i Norge.
Arnljot välkomnas av Olav och låter sig döpas. Som Olavs man förbereder sig Arnljot för att delta i Slaget vid Stiklestad när han nås av sändebud från jämtarna som nu upphävt hans fredlöshet och bjuder honom kungavärdigheten. Men Arnljot stupar tillsammans med Olav i slaget. Han dör i armarna på Gunhild och hans lik förs över fjällen tillbaka till Frösön.